# Show Me Your Love (canción de Tina Karol)
«Show Me Your Love» es un sencillo publicado por la cantante ucraniana Tina Karol en 2006, incluido en su álbum Show Me Your Love. El tema en inglés, fue el representante de Ucrania en el Festival de la Canción de Eurovisión 2006 celebrado en Grecia.
En la semifinal fue interpretado en el puesto número 15, recibiendo 146 puntos, quedando séptimo y clasificándose para la final.
En la final, el tema fue interpretado en el puesto número 18.
Al finalizar las votaciones, recibió 145 puntos, quedando en séptimo puesto, lo que aseguraba a Ucrania el puesto en Festival de la Canción de Eurovisión 2007 celebrado en Finlandia. 